# 熊禾
熊禾（1247年—1312年），字去非、又字位辛，號勿軒。福建崇安縣豐陽里（今武夷山市星村鎮南部）人。是朱熹的三傳弟子，為閩中理學的大儒。

## 生平
雨錢公十六世孫，世居鳌峰之陽。幼穎慧，早年受學於輔廣，同游浙江，又受學於劉敬堂，得朱熹之要旨。宋咸淳十年（1274年）進士，授汀州司戶參軍。宋亡不仕，隱居於武夷山，筑洪源书堂，講讀其中，並從事朱子學的注釋。

## 著述
畢生精力研究儒家經典，繼承、弘揚和發展了朱子理學,成為著名理學家、教育家,後人譽：「朱熹有功於聖門,熊禾有功于朱熹」。著有《易經講義》、《易學圖存》、《周易集疏》、《書說》、《大學尚書口義》、《三禮考略》、《春秋通解》、《春秋論考》、《四書標題》、《大學廣義》、《四書小學集疏》、《文公要語》、《勿轩集》等。

## 傳記
《宋元學案》卷六十四 潛庵學案